# Каструп (футбольний клуб)
«Каструп Болдклуб» (дан. Kastrup Boldklub) — данський футбольний клуб з Торнбю. Заснований 4 травня 1933 року. Домашні матчі грає на стадіоні спорткомплексу «Каструп Ідратсанлаге».